# Alister
Alister (auch Allister) ist ein männlicher Vorname.

## Herkunft und Bedeutung
Der Name Alister kommt aus dem Schottischen und ist eine andere Schreibung von Alastair, das sich von Alexander herleitet.

## Verbreitung
Alister ist als Name zunächst fast nur in Schottland, aber auch im sonstigen Großbritannien zu finden. In Deutschland sowie in anderen Ländern ist er so gut wie nicht verbreitet.

## Bekannte Namensträger
- Allister Carter (* 1979), englischer Snookerspieler
- Alister Clark (1864–1949), australischer Rosenzüchter
- Alister Hardy (1896–1985), britischer Meeresbiologe
- Alister MacKenzie (1870–1934), schottischer Golfarchitekt
- Alister McGrath (* 1953), britischer Theologieprofessor
- Alister McRae (* 1970), britischer Rallyefahrer